# Vereinigung Sozialistischer Kulturschaffender
Die Vereinigung Sozialistischer Kulturschaffender (VSK, auch Vereinigung sozialistischer Kulturschaffender) war eine der maoistischen Kommunistischen Partei Deutschlands (KPD/AO) nahestehende Organisation, die von 1975 bis Anfang 1978 bestand. Nachfolgeorganisation wurde die Vereinigung Kultur und Volk, die die Zeitschrift Spuren herausgab.

## Geschichte
Die maoistische KPD kündigte auf ihrem Kulturkongress am 20. Mai 1973 in Dortmund die Gründung eines „proletarischen Kulturbundes“ an. Nach der Veröffentlichung eines „Manifests“ am 26. Mai 1974 entstanden örtliche „Initiativen zur Gründung einer Vereinigung Sozialistischer Kulturschaffender“ (ISK). Aus ihrem Zusammenschluss wurde im Mai 1975 die VSK als eingetragener Verein.
Die VSK hatte Ortsgruppen und Initiativgruppen in etwas mehr als zehn Städten mit (1976) 150 Mitgliedern aus dem Kulturbereich. Sie gab die Zeitschrift Kämpfende Kunst heraus, deren verantwortlicher Redakteur Klaus Kreimeier wurde, und übernahm 1975 die bereits seit 1970 bestehende Zeitschrift Kunst und Gesellschaft. Die Nähe zur KPD/AO ergab sich daraus, dass „bei mehr als 2/3 der Mitglieder ihres 13-köpfigen Zentralvorstandes gesicherte Erkenntnisse über Aktivitäten für die KPD vorliegen“. Die VSK rief 1975 und 1976 in ihren Zeitschriften zur Wahl der maoistischen KPD auf.
Nach dem II. Parteitag der KPD löste sich die VSK von der Partei und benannte sich Anfang 1978 in Vereinigung Kultur und Volk um.

## Mitglieder (Auswahl)
- Konrad Boehmer, Felix Droese, Jochen Hiltmann, Jörg Immendorff, Michael König, Klaus Kreimeier, Klaus Kuhnke, Claus-Peter Lieckfeld, Detlef Michel, Heinrich Pachl, Frieder Reininghaus, Friedrich Rothe, Rüdiger Safranski, Wolfgang Schwiedrzik[3]

## Publikationen
- Die Kunst gehört dem Volk ! Nieder mit der revisionistischen Kulturpropaganda ! Protokoll des Kulturkongresses der KPD in Dortmund am 20. Mai 1973, Berlin: Verlag Rote Fahne, 1973 (2. Auflage 1974)
- Sozialistische Zeitschrift für Kunst und Gesellschaft (KuG, Kunst und Gesellschaft), Berlin 1970 bis 1977 (1975 von der VSK übernommen)
- Kämpfende Kunst, 1975 bis 1977
- Spuren. Zeitschrift für Kunst und Gesellschaft (bis 1980 herausgegeben von der Nachfolgeorganisation Vereinigung Kultur und Volk)